# Anjali Devi
Anjali Devi (Peddapuram, 24 de agosto de 1927- Chennai, 2014), nacida Anjani Kumari fue una productora de cine, cantante y actriz india.
Actuó en más de trescientas películas, debutó en el cine como en la película de Lohitasya Raja Harishchandra en 1936, también filmó Lava Kusha en 1963. Produjo películas en los idiomas télugu y tamil. Contrajo matrimonio con Penupatruni Adinarayana Rao, fue madre de dos hijos.

## Premios
Fue galardonada con varios premios entre ellos, varias veces con el Premio Filmfare.
- 2005, Premio Venkaiah Raghupathi
- 2006, Premio Ramineni